# Attentato di Eilat
L'attentato di Eilat avvenne il 29 gennaio 2007 quando un attentatore suicida palestinese della Striscia di Gaza si infiltrò nella periferia nord di Eilat, in Israele. Dopo aver visto la polizia avvicinarsi, entrò in una panetteria del quartiere e fece esplodere la sua bomba, uccidendo 3 persone: i comproprietari della panetteria e un dipendente.
Nel mezzo della violenza delle fazioni militanti palestinesi, sia la Jihad Islamica Palestinese che le Brigate dei Martiri di al-Aqsa, affiliate a Fatah, rivendicarono la responsabilità congiunta per l'attentato. Anche un terzo gruppo palestinese, chiamato "Brigata Islamica", che non era noto, rivendicò la responsabilità per l'attentato insieme agli altri due sopra menzionati.

## Contesto
L'attentatore suicida fu il 21enne Muhammad Faisal al-Saqsaq di Beit Lahia, nella Striscia di Gaza. In precedenza aveva combattuto contro le truppe israeliane a Jabalya e Beit Hanun.
Secondo la Jihad Islamica, Saqsaq inizialmente partì dalla Cisgiordania e in seguito fu introdotto clandestinamente in Giordania. Da lì raggiunse Eilat e gli fu consegnato l'esplosivo dai militanti che lo aspettavano lì, dopo 7 mesi di preparativi.
Il ministro della sicurezza interna israeliano Avi Dichter dichiarò che l'attentatore si era infiltrato in Israele dall'Egitto, facendo eco alle conclusioni delle altre agenzie di intelligence. Israele dichiarò che l'attentatore suicida si era infiltrato attraverso i 220 chilometri di confine israelo-egiziano, senza recinzioni e pattugliato da forze minime dell'IDF e della polizia di frontiera. L'attentatore suicida probabilmente entrò in Egitto attraverso un tunnel attraverso la Philadelphi Route, e venne poi condotto al confine tra Egitto e Israele, che ha attraversato a piedi a circa 30 km da Eilat.

## L'attentato
Dopo essersi infiltrato in Israele il 29 gennaio 2007, Saqsaq si recò a Eilat, e quando era nel quartiere di Simchon, incontrò un uomo israeliano che era alto ufficiale nelle riserve dell'IDF, il tenente colonnello Yossi Waltinsky. Waltinsky dichiarò in seguito in un'intervista con Channel 10 che aveva sospettato che l'autostoppista stesse tramando qualcosa, principalmente a causa del suo abbigliamento pesante sospetto e della mancanza di conoscenza dell'ebraico, tuttavia, non era in grado di fare nulla fino a quando il passeggero sospettoso fu fuori dalla sua macchina. Waltinsky lasciò il passeggero vicino a una stazione di servizio, a circa un chilometro da dove avvenne l'attentato. Subito telefonò alla stazione di polizia locale, spiegando il suo incontro e dicendo alla polizia che credeva che l'uomo fosse un terrorista. La chiamata fu eseguita sette minuti prima dell'attacco.
Dopo aver ricevuto la chiamata di Waltinsky, due auto di pattuglia vennero inviate per indagare. Nel frattempo, Saqsaq si avvicinò a una piccola panetteria. La polizia locale in seguito dichiarò che l'attentatore suicida portava la bomba in una borsa da viaggio anziché in una cintura esplosiva.
Apparentemente Saqsaq si fermò alla panetteria solo per un caffè e pianificò di procedere verso una destinazione finale per far esplodere la bomba, ma quando vide la polizia avvicinarsi, fece esplodere la bomba nella panetteria.
Questo fu il primo attentato suicida ad Eilat (anche se ve ne erano già stati nelle vicinanze della cittadina) e il primo attacco riuscito contro Israele dal 17 aprile 2006 (altri erano stati tentati, ma sventati dalle forze di sicurezza israeliane).

### Vittime[10][11]
- Emil Almaliach, 32 anni, di Eilat;
- Michael Ben Sa'adon, 27 anni, di Eilat;
- Israel Zamalloa, 26 anni, di Eilat.

### Responsabili
La Jihad islamica palestinese rivendicò l'attacco, insieme ad altri due gruppi terroristici. L'attentatore fu identificato come il 21enne Muhammad Faisal al-Siksik, del nord di Gaza. La famiglia di Al-Siksik notò che era scomparso da tre giorni, ma sapevano che stava per compiere un attentato suicida.
Una grande folla di palestinesi si radunò fuori dalla casa dell'attentatore per lodare l'attentato. "Muhammad sii felice. Andrai direttamente in paradiso", cantava la folla, mentre i bambini tenevano in mano le foto dell'attentatore. Sembrava pensieroso in un'immagine e impugnava una mitragliatrice in un'altra.

### Reazioni internazionali
- Germania: la Germania, allora detentrice della presidenza dell'Unione europea, condannò l'attentato "con la massima fermezza". Una dichiarazione della presidenza dell'UE affermò che la Germania "esorta la leadership palestinese a fare tutto ciò che è in suo potere per porre fine al terrorismo e consegnare alla giustizia coloro che sostengono il terrorismo";[15]
- Giordania: re Abd Allah condannò l'attentato, affermando in una dichiarazione che "tali attacchi aumenteranno solo le sofferenze dei palestinesi";[16]
- Svezia: Il ministro degli esteri Carl Bildt dichiarò: "Condanno l'attacco terroristico di oggi a Eilat, in Israele. La violenza contro i civili è totalmente inaccettabile. [...] Le lotte intestine tra i gruppi palestinesi stanno mietendo sempre più vittime. I leader palestinesi devono quindi prendersi la loro responsabilità e trovare rapidamente un modo per risolvere la crisi con mezzi pacifici";[17]
- Regno Unito: Il ministro degli esteri Margaret Beckett dichiarò: "Condanniamo categoricamente l'attacco suicida di questa mattina a Eilat. Non può esserci alcuna giustificazione per tali attacchi";[18]
- Stati Uniti: il portavoce della Casa Bianca Tony Snow affermò che la responsabilità dell'attentato era del governo dell'Autorità Nazionale Palestinese. Aggiunse: "La mancata azione contro il terrorismo influenzerà inevitabilmente le relazioni tra quel governo e la comunità internazionale e minerà le aspirazioni del popolo palestinese per uno stato proprio".[19]